# Amdjarass (département)
Le département d'Amdjarass (ou Am Djarass, Am-Djarass) est un des 2 départements composant la région d'Ennedi Est au Tchad (Ordonnance N° 027/PR/2012 du 4 septembre 2012). Son chef-lieu est Amdjarass.

## Subdivisions
Le département d'Amjarass est divisé en 5 sous-préfectures :
- Amdjarass
- Bao
- Djouna
- Kaoura
- Bourdani

## Administration
Liste des administrateurs :
Préfets d'Amdjarass
- 11 juin 2013 : Issakha Hassane Djogoye (en poste en juillet 2013)[1]
- 2013 : Adam Idriss Dori[2]
- 9 août 2013 : Ngartoloum Bimian[3]